# Moje Östberg

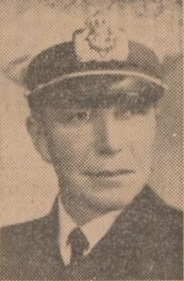
Mauritz (Moje) Östberg.

Knut Mauritz (Moje) Östberg, född den 9 september 1897 i Stockholm, död den 13 november 1984 i Lund, var en svensk sjömilitär.
Östberg blev fänrik vid flottan 1919, löjtnant där 1921 och kapten 1934. Han var lärare vid Krigshögskolan 1938–1940. Östberg befordrades till kommendörkapten av andra graden 1941, av första graden 1943, till kommendör 1945 och till konteramiral 1955. Han var marinattaché i Berlin 1942–1944, inspektör för sjöartilleriet 1945–1949, souschef vid försvarsstaben 1949–1951, marinattaché i Washington och Ottawa 1951–1954 samt chef för marinkommando Väst 1954–1957. Östberg invaldes som ledamot av Örlogsmannasällskapet 1937 (hedersledamot 1955) och av Krigsvetenskapsakademien 1947. Han blev riddare av Svärdsorden 1940 och av Nordstjärneorden 1947 samt kommendör av andra klassen av Svärdsorden 1949 och kommendör av första klassen 1952. Östberg vilar på Galärvarvskyrkogården. 